# Beauovy linie

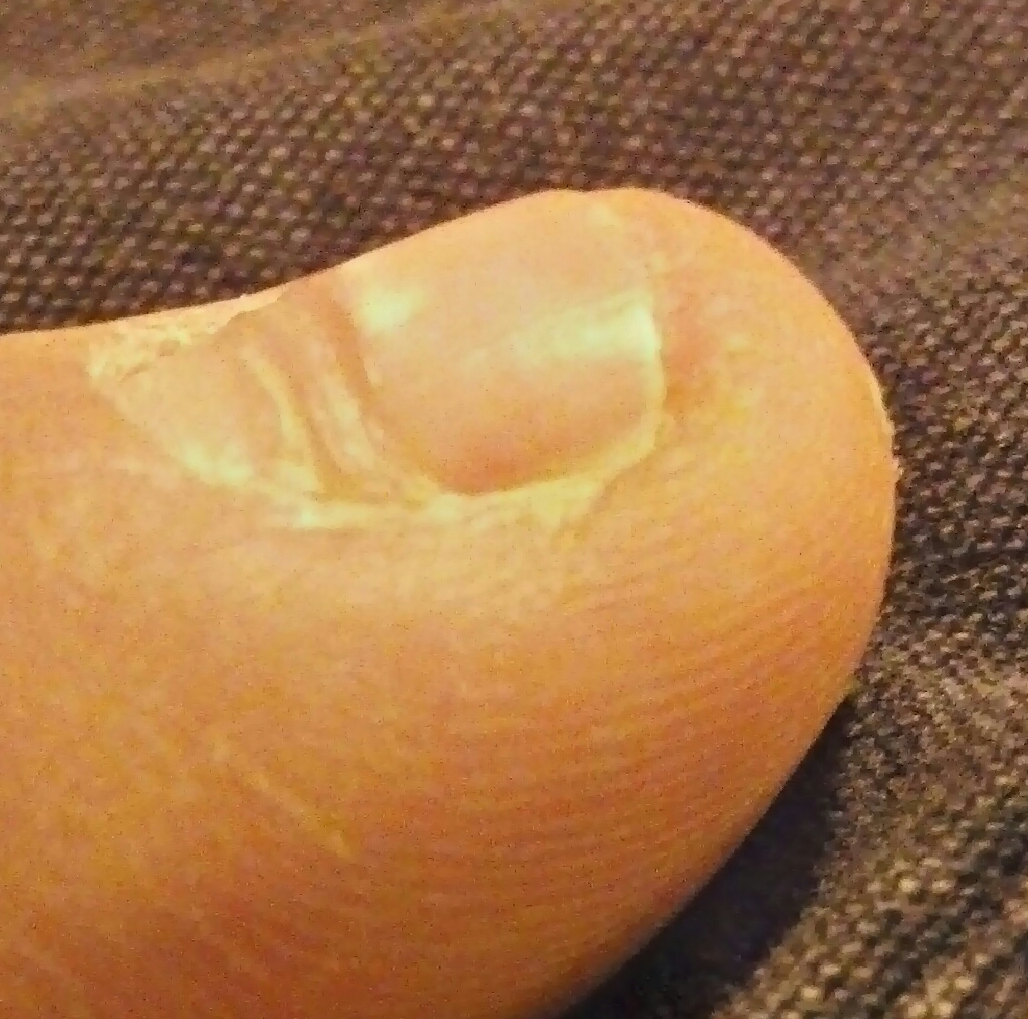
Beauovy linie

Beauovy linie jsou příčné rýhy na nehtech, které se postupem času rozšiřují distálně. Jejich vznik je způsoben toxicitou, infekcemi, šokem, sepsí či cykly protinádorové chemoterapie.
Tento symptom poprvé popsal v roce 1846 francouzský lékař Joseph Honoré Simon Beau.
Ötzi, mumie objevená v roce 1991, měla na nehtech také Beauovy linie.